# 誘惑爭奪
《誘惑爭奪》是MOONSTONE的旗下品牌MOONSTONE Honey在2016年8月26日發售的戀愛冒險類型成人遊戲。

## 故事簡介
天塚陽人的母親因為要跟再婚對象去蜜月旅行，所以要兒子去再婚對象的家裡住。懷抱著期待與不安的陽人在前去與新家人見面後，發現要跟他住在同個屋簷下的三姐妹是小時候曾經跟他一起玩耍的青梅竹馬。經過一段時間的相處後，三姐妹發現她們都喜歡上了陽人，為了獲得陽人的心而展開了爭奪陽人的作戰。

## 登場角色
天塚陽人
作品男主角。天原學園三年級生，和明日香是同班同學。搬到星見家住後改名星見陽人。
星見明日香（聲：橘まお）
星見家的長女，天原學園三年級生，擔任班級班長。不會老實表達自己的想法。非常不擅長廚藝。
星見夕姬（聲：有栖川みや美）
星見家的次女，天原學園二年級生。性格體貼善良，擅長家事。平時個性溫和，但發脾氣時非常可怕。
星見美空（聲：上田朱音）
星見家的三女，天原學園一年級生。喜歡惡作劇，因此經常被明日香教訓，但本人並沒有學乖。喜歡活動身體而加入網球社，目前是正規選手候補的其中一人。

## 主題曲
片頭曲
作詞：澤田尚多，作曲、編曲：MASAMU，主唱：上田朱音
片尾曲
作詞：澤田尚多，作曲、編曲：nanage，主唱：

## 評價
《誘惑爭奪》在Getchu.com的2016年8月銷量榜上排名第9名。於「萌系遊戲大賞」2016年8月的月間賞獲得第10名。

## 外部連結
- 誘惑爭奪遊戲官網 （页面存档备份，存于）（日語）